# Энно II
Энно II (нем. Enno II, в.-фриз. Enno II; 1505, графство Остфрисланд — 24 сентября 1540, Эмден, графство Остфрисланд ) — граф Остфрисланда с 1528 по 1540 год; представитель дома Кирксена.

## Биография
Энно родился в 1505 году в графстве Остфрисланд. Он был первым сыном остфрисландского графа Эдцарда I Великого и его супруги Елизаветы фон Ритберг. Правил графством совместно с младшим братом Иоганном. Энно исповедовал лютеранство и покровительствовал в своих владениях Реформации; его младший брат исповедовал католицизм и опирался на поддержку подданных-католиков.
Отказавшись от брака с Марией Еверской, последней суверенной графиней Евера из дома Вимкен, Энно нарушил обещание, данное его отцом отцу графини, о женитьбе Энно или Иоганна на наследнице еверского графства. Он рассчитывал присоединить этот феод к своим владениям другим способом, но просчитался. Оскорблённая его отказом, еверская графиня сделала всё, чтобы её владения унаследовали представители дома Ольденбургов.
В 1530 году в Бутъядингене Энно сочетался браком с Анной, принцессой из дома Ольденбургов. В том же году он усмирил Харлингерланд, изгнав мятежников под предводительством дворянина Бальтазара фон Эзенса из своих владений. Но армия союзника мятежников, Карла II, герцога Гельдерна, опустошила Остфрисланд во время Гельдернской войны, и, после поражения в битве при Йегуме, Энно пришлось снова признать Бальтазара фон Эзенса главой Харлингерланда.
Из политических соображений 1538 году Энно планировал тайную попытку Контрреформации и за поддержкой обратился к теологам Кёльнского университета. В декабре того же года Адольф Айхгольц, декан юридического факультета, дал ему своё письменное согласие. Энно также сыграл важную роль в уничтожении многих остфрисландских монастырей, на средства от продажи которых он укрепил свою армию. Энно II умер в возрасте тридцати пяти лет в Эмдене 24 сентября 1540 года и был похоронен в великой кирхе Эмдена. После смерти графа, до совершеннолетия его наследника феодом правила вдовствующая графиня.

### Брак и потомство
В браке Энно II и Анны Ольденбургской, дочери Иоганна V, графа Ольденбурга и Анны Ангальт-Цербстской, родились шестеро детей:
- Елизавета (10.01.1531 — 6.9.1555), принцесса Остфрисландская, в 1553 году сочеталась браком с Иоганном V (1531 — 1560), графом Шаумбург-Пиннеберга;
- Эдцард (24.6.1532 — 1.9.1599), принц Остфрисландский, с 1540 года граф Остфрисланда под именем Эдцарда II, в 1559 году сочетался браком с Катариной Шведской, принцессой из дома Васа;
- Анна (3.1.1534 — 20.5.1552), принцесса Остфрисландская;
- Гедвига (29.6.1535 — 4.11.1616), принцесса Остфрисландская, в 1562 году сочеталась браком с Оттоном II (1528—1603), герцогом Брауншвейг-Харбурга;
- Кристоф (8.10.1536 — 29.9.1566), принц Остфрисландский, с 1540 года соправитель Эдцарда II под именем Кристофа;
- Иоганн (29.9.1538 — 29.9.1591), принц Остфрисландский, с 1540 года соправитель Эдцарда II под именем Иоганна II.